# Exyston bursosus
Exyston bursosus là một loài tò vò trong họ Ichneumonidae.